# 발사체

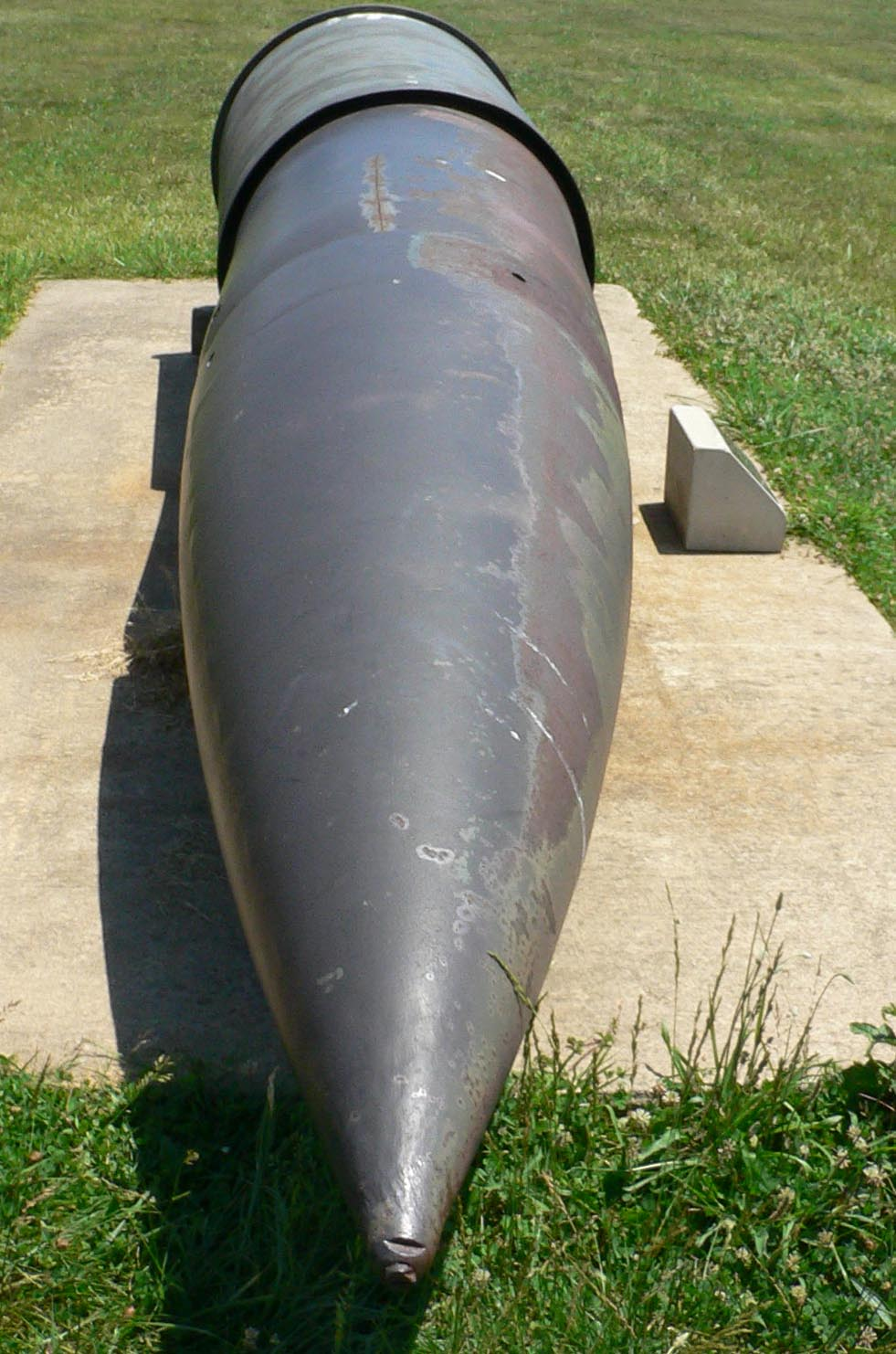
제2차 세계 대전의 구스타프용 발사체와 탄피. 대부분의 발사체 무기들은 추진을 위해 기체의 압축 또는 확장을 사용한다.

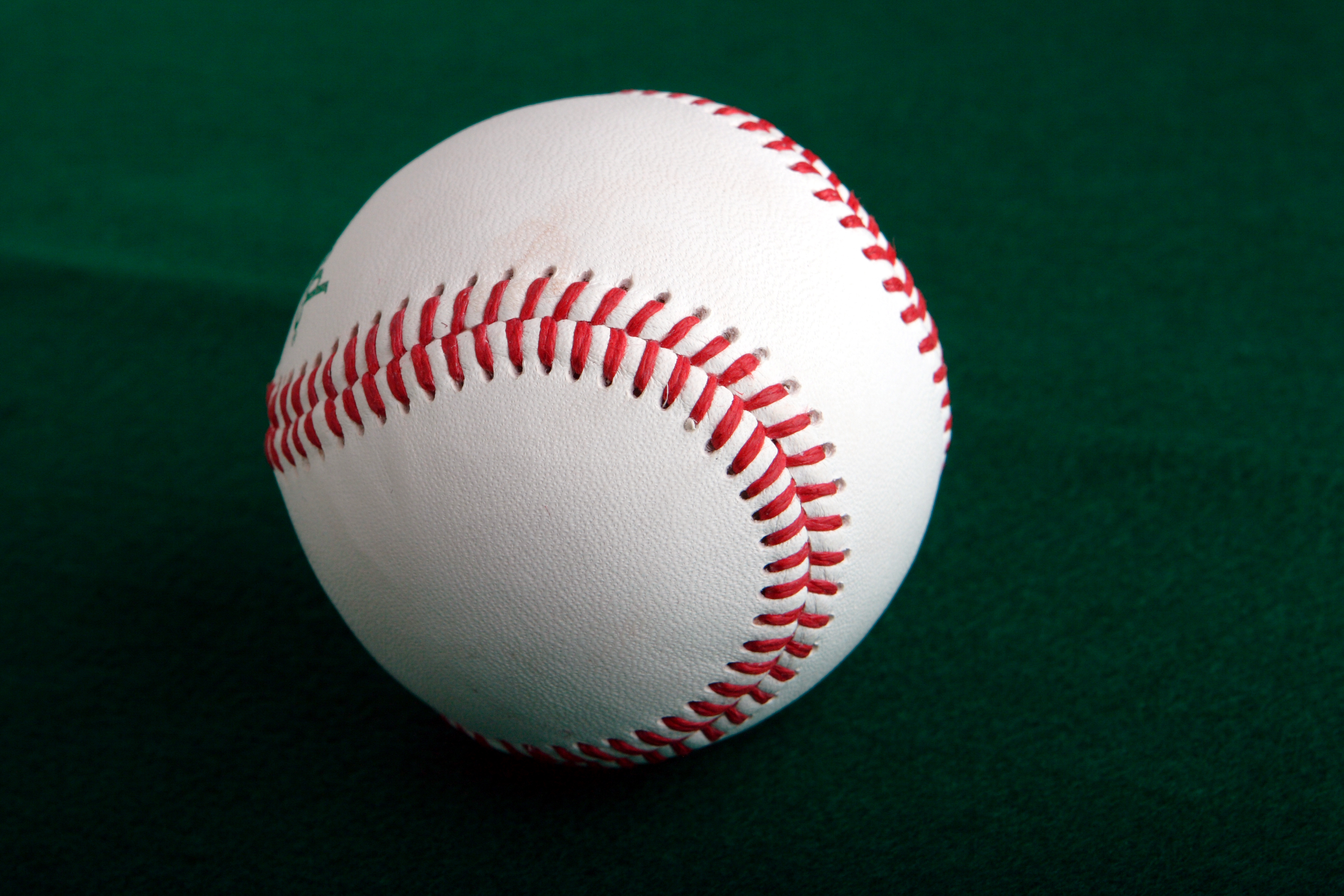
야구공의 구속으로 시속 105마일(169km/h)이 기록되었다.

발사체(發射體, projectile)는 던져져 중력의 영향을 받아 움직이는 물체이다. 더 정확히 말해, 힘의 추진에 의해 (비어있거나 비어있지 않은) 공간으로 내던져지는 물체이다. 이를테면 던져지는 야구공처럼 공간에 던져지는 움직이는 물체를 발사체로 부를 수 있으나, 이 용어는 보통 무기를 의미한다. 대표적으로 우주발사체가 있다. 발사체의 궤적을 분석하기 위해 수학적 운동 방정식이 사용된다.

## 같이 보기
- 탄도학
- 화약
- 탄알
- 포탄
- 화살
- 표창
- 미사일
- 무릿매
- 창
- 어뢰
- 우주 쓰레기
- 포물선 운동